# Oliveira (Minas Gerais)
Pour les articles homonymes, voir Oliveira.
Oliveira est une ville brésilienne de l'est de l'État du Minas Gerais. Sa population est de 41 181 habitants. Elle est située à 165 km au sud de Belo Horizonte. C'est le lieu de naissance du scientifique brésilien Carlos Chagas.